# مملكة كارتلي-كاخيتي
أُنشأت مملكة كارتلي - كاخيتي (1762 – 1801) عام 1762 من خلال توحيد مملكتي كارتلي وكاخيتي في المنطقة الشرقية من جورجيا. منذ مطلع القرن السادس عشر، وفقًا لاتفاقية أماسيا 1555، كانت هاتان المملكتان تحت السيطرة الإيرانية. في عام 1744، منح نادر شاه ملكية كارتلي إلى تيموراز الثاني وملكية كاخيتي إلى ابنه إيراكليوس الثاني، بمثابة مكافأة على إخلاصهم. حين توفي نادر شاه عام 1747، استغل تيموراز الثاني وإيراكليوس الثاني انعدام الاستقرار في إيران، وأعلنا الاستقلال بحكم الأمر الواقع (دي فكتو). بعد وفاة تيموراز الثاني في 1762، خلفه إيراكليوس حاكمًا على كارتلي، وبذلك توحدت المملكتان.
تمكن إيراكليوس، بعد قرون من الهيمنة الإيرانية على جورجيا، من حماية استقلال مملكته أثناء اندلاع الفوضى بعد وفاة نادر شاه. أصبح إيراكليوس ملكًا جديدًا على منطقة شرق جورجيا الموحدة سياسيًا لأول مرة منذ ثلاثة قرون. وإن قدّم إيراكليوس خضوعه قانونيًا للسلالة الزندية المؤسَّسة حديثًا بعد توحيد المملكتين بوقت وجيز في 1762، إلا أن المملكة ظلت مستقلة بحكم الأمر الواقع على مدار العقود الثلاثة اللاحقة. في عام 1783، وقع إيراكليوس معاهدة جورجيفسك مع الإمبراطورية الروسية، ولّى بموجبها كارتلي وكاخيتي رسميًا للملكية الروسية، وجعل من المملكة محمية روسية. من بين أمور أخرى، قدم هذا الأمر ضمان الحماية الاسمي أمام المحاولات الإيرانية الجديدة، أو محاولات أي ممالك أخرى، لاحتلال أو مهاجمة شرق جورجيا. بحلول تسعينيات القرن الثامن عشر، ظهرت سلالة إيرانية قوية جديدة، السلالة القاجارية، على يد محمد خان قاجار، والتي كانت حاسمة في تاريخ المملكة قصيرة الأمد.
في السنوات القليلة التالية، بعد ضمان أراضي إيران الرئيسية، شرع الملك الإيراني الجديد باستعادة القوقاز وإعادة فرض هيمنته المتوارثة على المنطقة. بعد رفض إيراكليوس الثاني نقض المعاهدة مع روسيا ورفض قبول ولاية إيران طواعية مقابل سلام وازدهار مملكته، غزا آغا محمد خان كارتلي كاخيتي، واستولى على تبليسي ونهبها، ووضعها تحت السيطرة الإيرانية. لم يدم هذا الأمر طويلًا، إذ اغتيل آغا محمد خان بعدها بعامين. توفي إيراكليوس الثاني بعدها بعام.
انتهت السنوات التالية التي مضت في التخبط والبلبلة، عام 1801 بالإلحاق الرسمي للمملكة من قِبل ألكسندر الأول بالإمبراطورية الروسية أثناء التبوّؤ الشكلي لابن إيراكليوس، جورج الثاني عشر، على عرش كارتلي كاخيتي. عقب الحرب الروسية البروسية عام 1804 – 1813، تنازلت إيران رسميًا عن المملكة لروسيا، مما حدد بداية الفصل الروسي في تاريخ جورجيا.